# 尖舌苣苔
尖舌苣苔（学名：Rhynchoglossum obliquum）为苦苣苔科尖舌苣苔属下的一个种。